# Grabie Polskie
Grabie Polskie (prononciation : [ˈɡrabjɛ ˈpɔlskʲɛ]) est un village polonais de la gmina de Gąbin dans le powiat de Płock de la voïvodie de Mazovie dans le centre-est de la Pologne.
Il se situe à environ 5 kilomètres au nord-est de Gąbin (siège de la gmina), 14 kilomètres au sud est de Płock (siège du powiat) et à 88 kilomètres à l'ouest de Varsovie (capitale de la Pologne).
Le village compte approximativement une population de 223 habitants en 2006.

## Histoire
De 1975 à 1998, le village appartenait administrativement à la voïvodie de Płock.